# Сологубовка (Башкортостан)
Сологубовка (баш. Сологубовка) — деревня в Благовещенском районе Башкортостана, относится к Покровскому сельсовету.

## История
Сологубовский починок
Это одно из ранних переселенческих селений. Починок был образован у истока речки Малый Изяк переселенцами из разных губерний (в том числе из Вятской губернии) между 1865 и 1870 годами. Переселенцы купили землю у помещика Языкова по цене 10 рублей за десятину в рассрочку на несколько лет. Название происходит от фамилии управляющего имением помещика Языкова - мещанина города Симбирска Алексея Дмитриевича Сологубова. В 1880-е годы крестьяне купили еще земли, на этот раз при содействии Крестьянского поземельного банка. Жители починка образовали одноименное сельское общество. До 1893 починок входил в приход села Федоровка, затем - в приход села Языково. Среди крестьян починка были  Горбуновы, Кожевниковы, Касьяновы, Проскуряковы, Черепановы, Смердовы  и другие. В 1895 году насчитывалось 63 двора и 270 человек, были отмечены хлебозапасный магазин, водяная и ветряная мельницы, кузница, кожевенный завод, две бакалейные лавки. В 1901 году починок перешел из Дуванейской во вновь образованную Федоровскую волость. К 1913 году насчитывалось 40 хозяйств и 282 крестьянина, все входили в земельное товарищество, в собственности которого находилась вся земля - 918 десятин. Большинство крестьян жили безбедно, половина семей относились  к категории зажиточных. Двое хозяев имели  более 40 десятин земли, трое - от 30 до 40, 16 хозяев - от 20 до 30 десятин. Четыре семьи кроме своей земли арендовали в общей сложности 14 десятин. В 9 хозяйствах засевалось более 10 десятин  пашни, в 11 - от 6 до 10 десятин. Четверо хозяев держали не менее четырех рабочих лошадей, 6 хозяев - по три лошади, 18 хозяев - по две; 17 хозяев - не менее трех коров, 15 - по две коровы.
в 1917 году насчитывалось 49 домохозяйств и 344 человека, в том числе 24 белоруса-беженца. Самым богатым хозяином был 52-летний Афанасий Петрович Кузьминых: имел более 140 десятин земли, держал восемь лошадей, девять коров, 30 овец и 13 свиней. Его семья состояла из 11 человек, включая 80-летнюю мать. Весьма состоятельным был 62-летний Матвей Яковлевич Чикуров: имел 51 десятину земли, держал шесть лошадей, восемь коров и 24 овцы.
С советских времен деревня Сологубовка входит в состав Покровского сельсовета. В 1960-1980 гг. деревня входила в колхоз "Искра". 

## Население
| 2002 | 2009 | 2010 |
| ---- | ---- | ---- |
| 72   | ↘67  | ↘62  |

Национальный состав
Согласно переписи 2002 года, преобладающая национальность — русские (79 %).
В 1939 году в деревне насчитывалось 182 человека, 1969 - 143, в 2010 - 62.

## Географическое положение
Расстояние до:
- районного центра (Благовещенск): 26 км,
- центра сельсовета (Покровка): 7 км,
- ближайшей ж/д станции (Загородная): 52 км.